# Korfi t’ Aroniou
Koordinaten: 36° 58′ 39,7″ N, 25° 33′ 14″ O
Korfi t’ Aroniou (griechisch Κορφή τ’ Αρωνιού auch Korphi t’ Aroniou) ist der Fundort einer befestigten, frühbronzezeitlichen Siedlung im Südosten der Kykladeninsel Naxos.

## Fundort
Der Fundort liegt auf dem freistehenden Berg Korfi t’ Aroniou weniger als einen Kilometer südwestlich der Küstensiedlung Klido im Südosten von Naxos und etwa 350 Meter von der Küste entfernt. Der Gipfelbereich des kegelförmigen, steil ansteigenden Berges ist terrassiert und von mehreren Mauern umgeben. Die Terrassen wurden in der Neuzeit landwirtschaftlich genutzt. Auf dem Gipfel befindet sich ein Mitato, ein aus Natursteinen errichtetes, mörtelloses Gebäude.
Die Grabung wurden in den frühen 1960er Jahren unter der Leitung von Christos Doumas durchgeführt. Doumas publizierte die Funde 1965. Sie sind auf der Insel in den Archäologischen Museen von Naxos und Apiranthos ausgestellt.

## Funde
Die baulichen Überreste sind über die Terrassen des Gipfelbereichs verteilt. Am besten erhaltenen ist im unteren Bereich ein Ovalbau, von 2,8 m × 2,1 m und einer vermuteten Höhe von 1,3 m. Der Bau war in Kragbauweise aus flachen Steinen mit einer Mörtelverbindung errichtet. Die Mauerstärke betrug 30 bis 60 cm. Der Zugang befand sich an der Ostseite. Die spärlichen Funde von Gebrauchskeramik im Innenraum datieren in FK II bis FK IIIA der Kykladenkultur. Zusammen mit zwei kleinen Obsidianklingen sowie zwei großen Mahlsteinen weisen sie auf häusliche Tätigkeiten hin.
Bedeutendste Funde sind zehn Steinplatten aus Marmor mit figürlichen Darstellungen. Diese Steinplatten waren wie normale Mauersteine in die moderne Trockenmauer eingebaut. Die Motive sind schematisch in die etwa 30 × 50 cm großen Platten gepickt. Sie zeigen Szenen aus dem Alltagsleben wie Jagd, Viehzucht, Seefahrt und eine Tanz- oder Kampfszene. In den Darstellungen, der Szenenauswahl und der künstlerischen Ausführung existiert eine Übereinstimmung mit den Felsbildern von Strofilas auf der Kykladeninsel Andros, was ihre Datierung in die vorhandene FK II-Situation wahrscheinlich macht. Zahlreiche Strandkiesel in Eingangsnähe der Siedlung dienten den Bewohnern vermutlich als Schleudergeschosse.

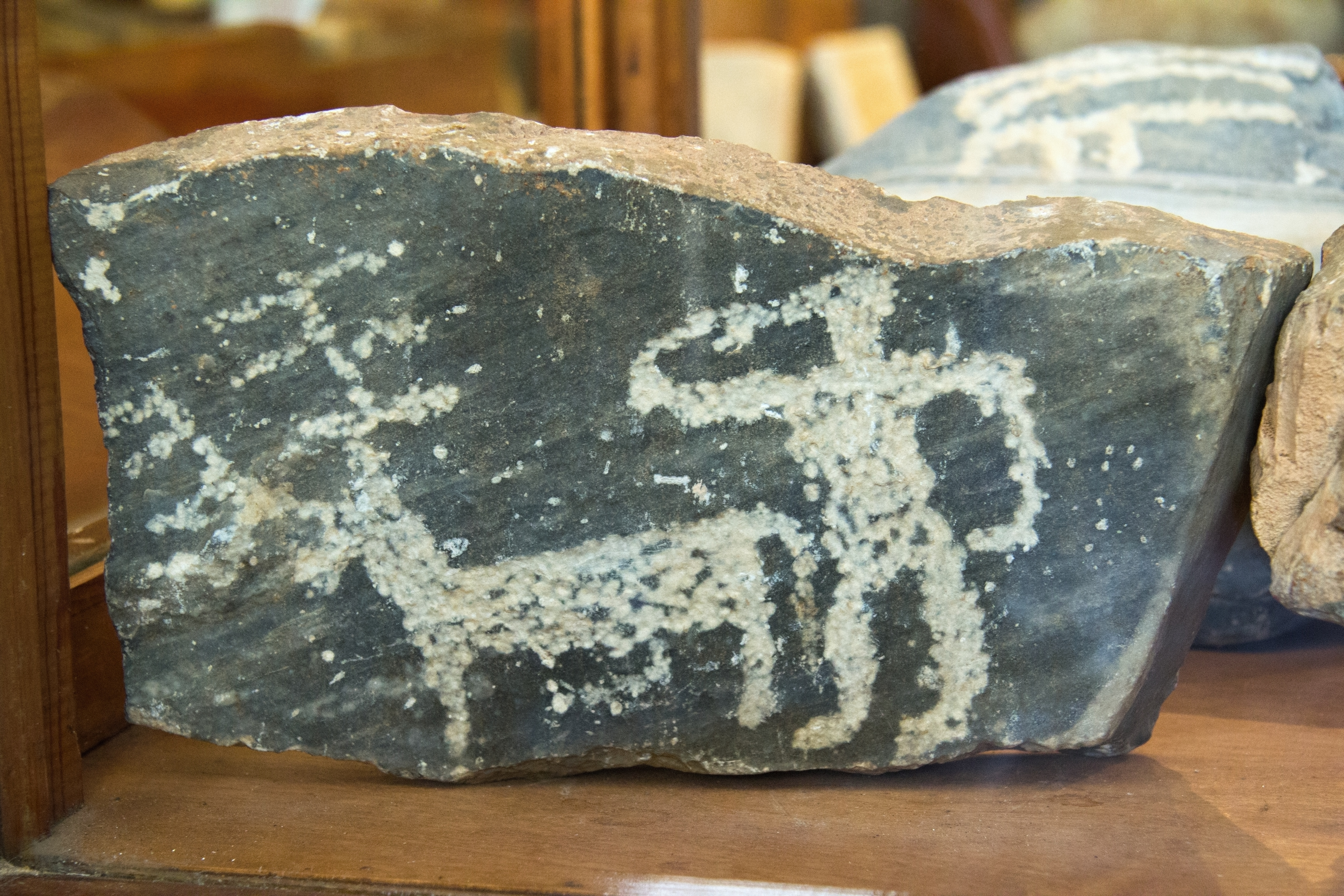
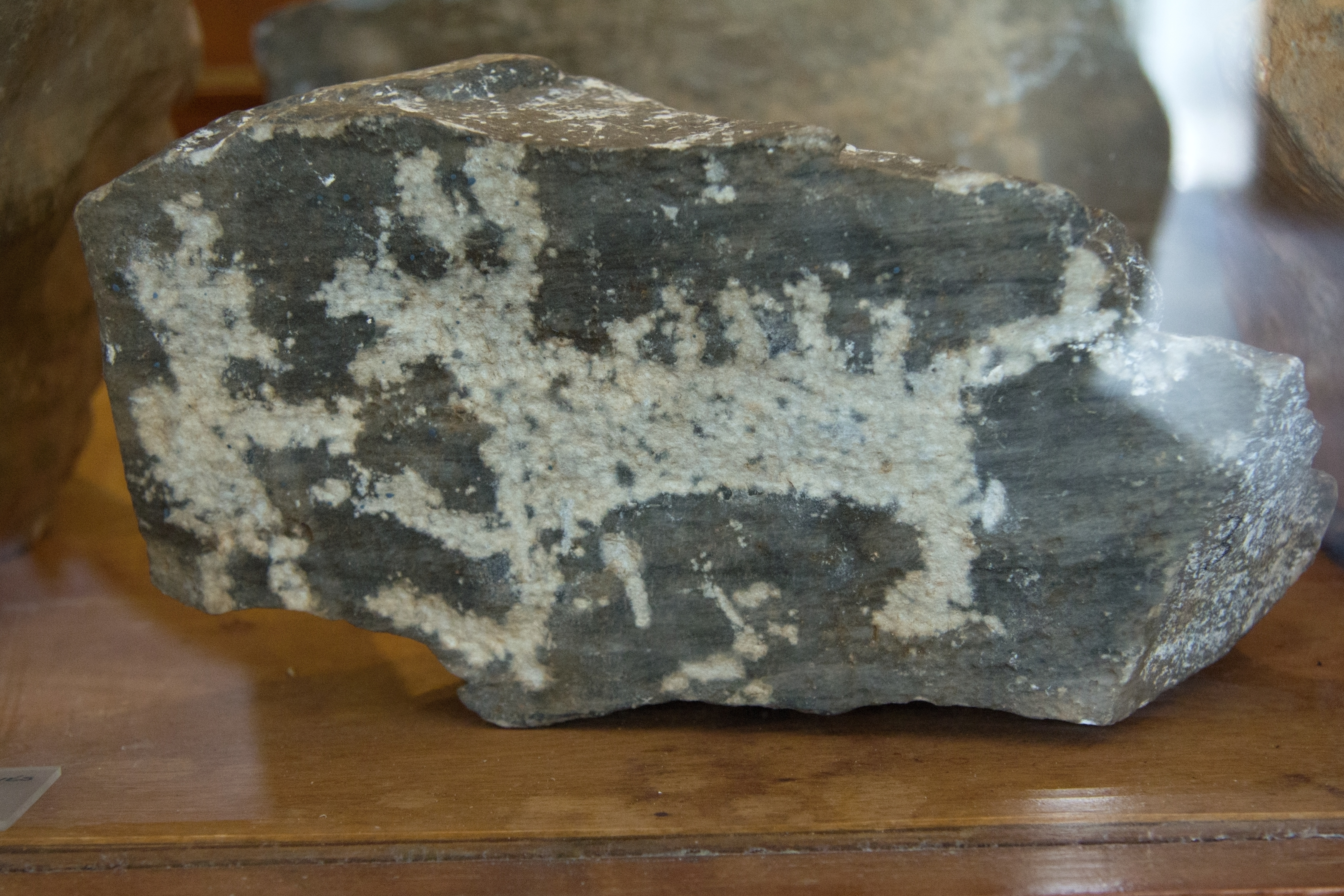
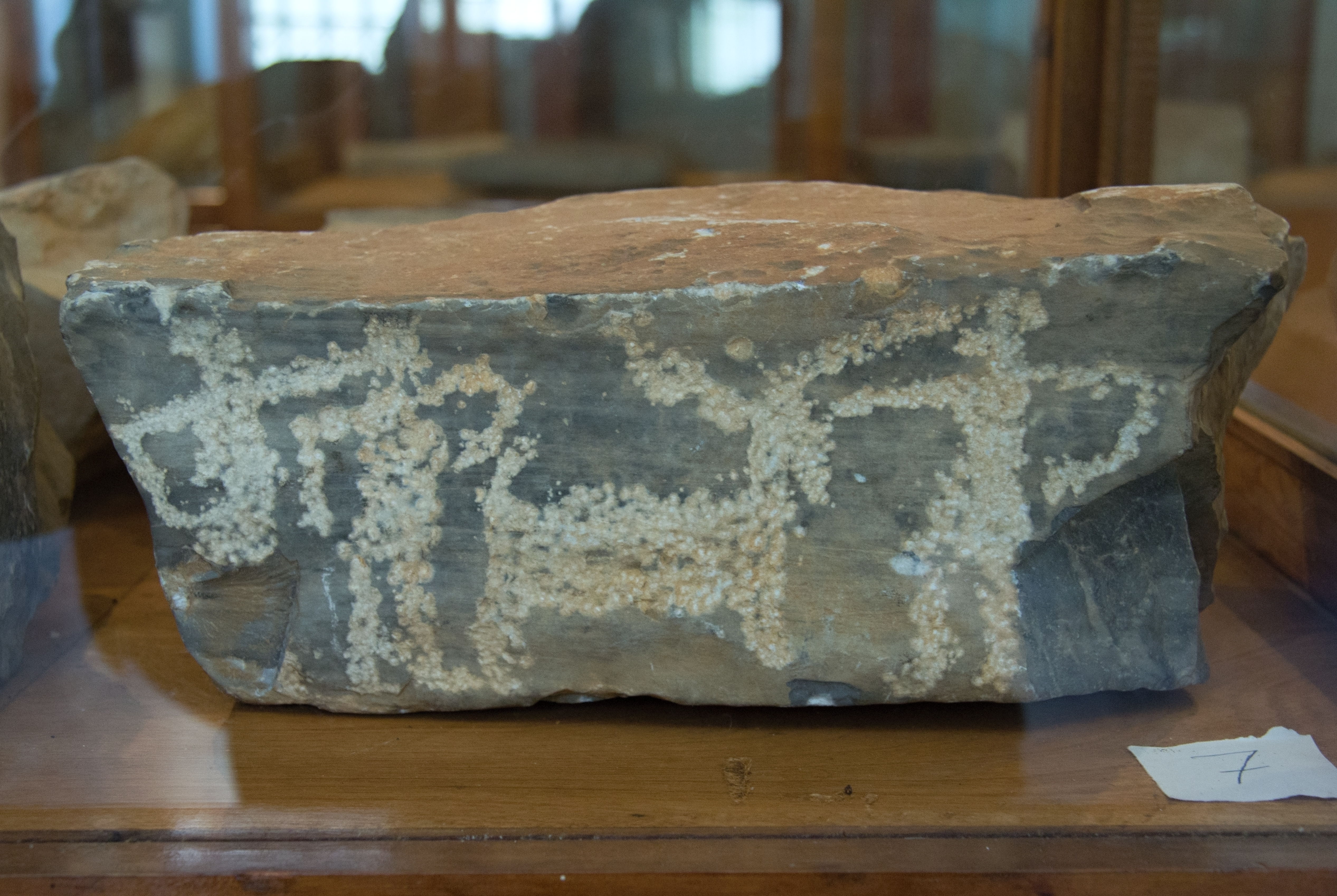
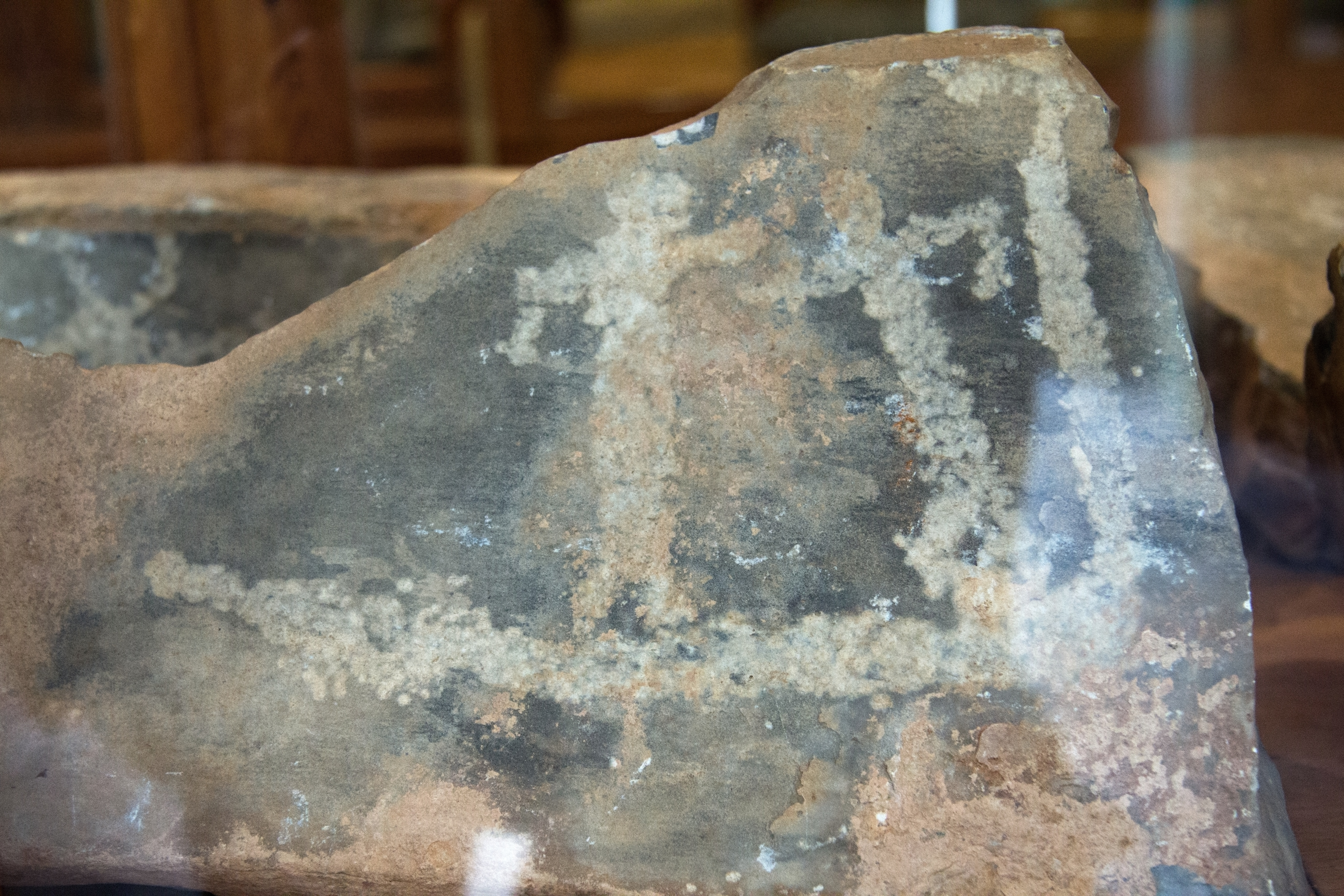

Korfi t’ Aroniou ist einer von zahlreichen bekannten Fundplätzen von sehr geringer Ausdehnung, er umfasste maximal 800 m². Die Siedlung bot Raum für bis zu zwei Haushalte mit insgesamt zehn Bewohnern.

## Bedeutung
Neben Korfi t’ Aroniou ist auf den Kykladen nur Strofilas als Fundort von vergleichbaren Petroglyphen bekannt. Die oftmals vertretene Ansicht, dass die Szenen auf den Marmorplatten in Verbindung mit dem Ovalbau auf eine kultische Bedeutung von Korfi t’ Aroniou hinweisen, wird diskutiert.